# Mukavaara
Mukavaara är en kulle i Finland. Den ligger i Enontekis kommun i landskapet Lappland, i den norra delen av landet, 900 km norr om huvudstaden Helsingfors. Toppen på Mukavaara är 380 meter över havet.
Terrängen runt Mukavaara är huvudsakligen platt.  Trakten runt Mukavaara är nära nog obefolkad, med mindre än två invånare per kvadratkilometer. Omgivningarna runt Mukavaara är i huvudsak ett öppet busklandskap.